# Odwaga i nadzieja
Odwaga i nadzieja (ang. Home of the Brave) – amerykańsko-marokański film wojenny z 2006 roku.

## Fabuła
Trzej żołnierze po miesiącach spędzonych w Iraku wracają do kraju. Ale powrót do domu nie pozwala zapomnieć o wydarzeniach z wojny. Przed powrotem do domu ich oddział miał dostarczyć do odległej irackiej wioski zapas środków medycznych. Ale wpadli w pułapkę, w której zginęło wielu kolegów.

## Obsada
- Samuel L. Jackson – Will Marsh
- Jessica Biel – Vanessa Price
- Brian Presley – Tommy Yates
- 50 Cent – Jamal Aiken
- Christina Ricci – Sarah Schivino
- Chad Michael Murray – Jordan Owens
- Victoria Rowell – Penelope Marsh
- Jeffrey Nordling – Cary
- Vyto Ruginis – Hank Yates
- Sam Jones III – Billy Marsh
- James MacDonald – Ray

i inni

## Nagrody i nominacje
Złote Globy 2006
- Najlepsza piosenka - Try Not to Remember - muz. i sł. Sheryl Crow (nominacja)